# إستر إنغ
إستر إنغ (بالإنجليزية: Esther Eng) هي صاحبة مطعم وكاتبة سيناريو ومنتجة أفلام ومخرجة أمريكية، ولدت في 24 سبتمبر 1914 في سان فرانسيسكو في الولايات المتحدة، وتوفيت في 25 يناير 1970 بسبب سرطان.

## وصلات خارجية
- إستر إنغ على موقع IMDb (الإنجليزية)
- إستر إنغ على موقع أول موفي (الإنجليزية)
- إستر إنغ على موقع كينوبويسك (الروسية)